# Robert Mauritz Bowallius
Robert Mauritz Bowallius (* 24. Mai 1817 in Västmanland; † 19. Januar 1902 in Stockholm) war ein schwedischer Historiker und Archivar.
Bowallius war seit 1842 Dozent der Geschichte in Uppsala und seit 1847 Assistent am Stockholmer Reichsarchiv, dessen Chef er von 1874 bis 1882 war. Neben der Veröffentlichung von historischen Werken gab er die ersten sechs Hefte der wichtigen Publikation Meddelanden från Svenska Riksarkivet (Stockholm 1877–82) heraus. Sein Sohn Carl Bovalliius (1849–1907) war ein bekannter Biologe.

## Werke
- De forma regiminis Sueciae 1634 confirmata, 1842
- Berättelse om riksdagen i Stockholm 1713-1714, 1844 (preisgekrönt)
- Om svenska statsskickets förändring efter Karl XII’s död, 1853